# Agrypon chinense
Agrypon chinense är en stekelart som beskrevs av Wang 1984. Agrypon chinense ingår i släktet Agrypon och familjen brokparasitsteklar. Inga underarter finns listade i Catalogue of Life.